# Ami Gad
Ami Gad, pseudonyme de  Amivi Gadegbeku, est née en 1958 à Lomé. C'est une romancière togolaise de langue française. Elle est l'une des premières femmes romancières publiées au Togo.

## Eléments biographiques
Ami Gad naît en 1958 à Lomé. Ses parents sont originaires d'Adafienu, une ville à la frontière entre le Ghana et le Togo, sous la tutelle britannique à l’époque de la colonisation, puis rattachée au Ghana. Son père est employé de commerce et sa mère revendeuse. La famille est d'expression gen. Elle étudie à l'école méthodiste de Lomé avant de faire ses études secondaires au Collège Notre Dame d'Afrique, à Atakpamé, puis au lycée technique de Lomé. Après son baccalauréat, elle fait une école de secrétariat à Paris avant d’étudier à l' Université de Créteil.
De retour à Lomé, elle publie son premier roman, Étrange Héritage en 1985, sous le pseudonyme de Ami Gad. Elle est alors une des rares femmes togolaises à avoir publié un roman,,. Elle travaille dans le commerce mais la conjoncture l’amène à se séparer de son magasin. En 2001, elle s’installe avec ses enfants aux Etats-Unis,.

## Principales publications
- 1985 : Étrange héritage: roman, Lomé, Nouvelles Éditions africaines (NEA), 1985.  (ISBN 978-2723609319)
- 2014 : La Croix de la mariée: roman. Cotonou, Les Éditions du Flamboyant : Émeraude Éditions, 2014,  (ISBN 978-9991959504)